# Vioolconcert (Schuman)
William Schuman voltooide zijn enige Vioolconcert in 1947. Schuman schreef slechts twee concerto's, een voor piano en een voor viool.

## Geschiedenis
Schumans vioolconcert werd geschreven op verzoek van de violist Samuel Dushkin, maar het is de vraag of die het ooit heeft uitgevoerd. Tegen de tijd dat Schuman het werk afhad, was het spelniveau van Dushkin weggezakt. De beoogde dirigent van de première Serge Koussevitzky van het Boston Symphony Orchestra weigerde het met Dushkin uit te voeren. Schuman moest het zelf met de solist uitpraten; Schuman had namelijk de vergoeding al betaald gekregen. Dushkin was woedend, maar zou later nog enigszins bijdraaien.
Een andere violist Isaac Stern gaf de première samen met het Boston Symphony Orchestra onder leiding van Charles Munch op 10 februari 1950. Het was toen nog een vioolconcert met de klassieke driedelige opzet. De componist was er niet tevreden mee; Stern zou het werk volgens hem ook niet begrepen hebben. Munch vond het juist een klassieker in de notendop, al zij het vreselijk moeilijk. De uitvoering terugluisterend vond Schuman het tweede deel niet goed; hij raadpleegde nog Aaron Copland, die het met hem eens was. Schuman schrapte het tweede deel en voerde wijzigingen in het derde deel door. Zo kon het werk op 26 februari 1956 opnieuw in première gaan met dezelfde solist, maar dan met een orkest van de Juilliard School of Music onder leiding van Jean Morel. Toch was de componist er nog ontevreden over; op 9 augustus 1959 beleefde de definitieve versie haar eerste uitvoering, maar dan wel met solist Roman Totenberg met een relatief onbekend orkest Aspen Festival Orchestra onder leiding van een relatief onbekende dirigent Izler Solomon.
Het werd geen repertoirestuk dat bekende solisten meenamen op concertreis. Schuman gaf toe, dat het werk eigenlijk uit twee zelfstandige symfonische delen bestaat, die ook zelfstandig door het leven konden gaan.
De delen:
1. Allegro risoluto – molto tranquillo – Tempo I – cadens – Agitato, fervente
2. Introduzione: Adagio – quasi cadenza – Presto leggiero – allegretto – Adagietto – Poco a poco accelerando al Allegro vivo.

### De orkestratie
- soloviool
- 3 dwarsfluiten (III ook piccolo), 2 hobo’s (II ook althobo), 3 klarinetten (III ook basklarinet),  2 fagotten (II ook contrafagot)
- 4 hoorns, 3 trompetten, 3 trombones, geen tuba
- pauken, percussie
- violen, altviolen, celli, contrabassen

## Opnamen
In 2018 zijn er vier opnamen in de handel:
- Platenlabel Naxos: Philippe Quint met het Bournemouth Symphony Orchestra o.l.v. Jose Serebrier in een opname uit 2000
- Platenlabel American Classics (Warner): Robert McDuffie met het Saint Louis Symphony Orchestra onder leiding van Leonard Slatkin in een opname uit 1989
- Platenlabel Polydor dan wel Deutsche Grammophon: Paul Zukofsky met het Boston Symphony Orchestra onder leiding van Michael Tilson Thomas in een opnamen uit oktober 1970
- Platenlabel Doremi: Tossy Spivakovksy met het Buffalo Philhamonic Orchestra onder leiding van Lukass Foss, een opname uit 1966

De originele opnamen van de eerste en tweede versie zijn bewaard gebleven, doch in privé/bibliotheekbezit